# 나름TV
나름TV(본명: 이음률, 1994년 3월 4일 ~ )은 대한민국의 먹방 유튜버로, 현재 구독자수는 247만명으로, 골드버튼을 수상하였다.

## 출연

### 텔레비전 프로그램
- 2018년~2019년 JTBC 《랜선라이프》

2021년~현재 [iHQ] <돈쭐내러 왔습니다>